# Every Mother's Son
Pour plus de détails, voir Fiche technique et Distribution.
Every Mother's Son est un film américain réalisé par Raoul Walsh, sorti en 1918.

## Synopsis
Lorsque les États-Unis entrent en guerre, une mère envoie ses deux premiers fils aux champs de bataille, mais son cœur en est brisé. Elle apprend bientôt que l'aîné est porté manquant et que le cadet est blessé, et décide alors de garder à la maison le benjamin. Celui-ci, influencé par la littérature pacifiste, accompagne de bon cœur sa mère dans leur maison au bord de la mer, mais le père, lui, a honte de ce comportement. Alors qu'ils sont en train de se quereller à ce propos, les survivants d'un navire torpillé par un sous-marin allemand arrivent cherchant un refuge. La mère et le fils réalisent alors l'importance de la cause et le fils s'engage dans l'armée. À Noël, les trois fils rentrent à la maison, l'aîné accompagné de sa femme, une Française. 

## Fiche technique
- Titre original : Every Mother's Son
- Réalisation : Raoul Walsh
- Scénario : Raoul Walsh
- Société de production : Fox Film Corporation
- Société de distribution : Fox Film Corporation
- Pays de production :  États-Unis
- Langue originale : anglais
- Format : noir et blanc — 35 mm — 1,37:1 — film muet
- Genre : drame
- Durée : 5 bobines
- Dates de sortie :
  - États-Unis : 1er décembre 1918

## Distribution
- Charlotte Walker : la mère
- Percy Standing : le père
- Edwin Stanley : le fils aîné
- Ray Howard : le fils cadet
- Gareth Hughes : le benjamin
- Corona Paynter : l'épouse française du fils aîné
- Bernard Thornton : Lieutenant Von Sterbling